# أي فول أبارت
«أي فول أبارت» (بالإنجليزية: I Fall Apart)‏ هي أغنية للرابر الأمريكي بوست مالون من ألبومه ستوني (2016). تم إصدار الأغنية للتحميل الرقمي في 9 ديسمبر 2016 بواسطة ريبابليك ريكوردز وأُرسلت إلي الراديو الريذميك المعاصر في 17 أكتوبر 2017 كسادس وآخر أغنية منفردة من ألبوم ستوني، وذلك بعد أداء شاع علي وسائل التواصل الاجتماعي.

## الخلفية
«أي فول أبارت» كانت ضمن ألبوم بوست مالون لعام 2016 ستوني ولم تصدر كأغنية منفردة في الأصل، لكن أداء مباشر للأغنية يوم 24 سبتمبر 2017 شاع علي الأنترنت. نُشر فيديو الأداء من قبل متابع علي تويتر، وحقق أكثر من 200000 إعادة تغريدة. نُشر الفيديو لاحقا علي فيسبوك وحقق أكثر من 7,9 ملايين مشاهدة عالميا.

## الأداء في اللوائح
أحتلت الأغنية المرتبة 16 علي بيلبورد هوت 100 كما أحتلت المرتبة 19 علي تصنيف المملكة المتحدة للأغاني المنفردة، لتصبح أعلي أغنية لبوست مالون من ألبوم ستوني في المملكة المتحدة.

## اللوائح

### اللوائح الأسبوعية
| اللائحة (2017–18)                                                                    | أعلي ترتيب |
| ------------------------------------------------------------------------------------ | ---------- |
| أستراليا (أريا تشارتس)                                                               | 2          |
| النمسا (أو3 النمسا توب 40)                                                           | 57         |
| كندا (كاناديان هوت 100)                                                              | 20         |
| التشيك (الاتحاد الدولي للصناعة الفونوغرافية)                                         | 42         |
| الدنمارك (تراكليسن)                                                                  | 36         |
| ألمانيا (جي إف كاي إنترتاينمنت تشارتس)                                               | 84         |
| إيرلندا (المنظمة الإيرلاندية للموسيقى المسجلة)                                       | 15         |
| هولندا (سينغل توب 100)                                                               | 73         |
| نيوزلندا (ريكورديد ميوزك إن زيت)                                                     | 1          |
| النرويج (في جي ليستا)                                                                | 28         |
| الفليبين (فليبين هوت 100)                                                            | 33         |
| البرتغال (المنظمة البرتغالية الفونوغرافية)                                           | 18         |
| اسكتلندا (شركة اللوائح الرسمية)                                                      | 57         |
| سلوفاكيا (الاتحاد الدولي للصناعة الفونوغرافية)                                       | 39         |
| السويد (سويرجتوبليستان)                                                              | 16         |
| سويسرا (هيت باراد سويسرا)                                                            | 94         |
| تصنيف المملكة المتحدة للأغاني المنفردة (شركة اللوائح الرسمية)                        | 19         |
| تصنيف المملكة المتحدة للأغاني المنفردة والألبومات الآر أند بي (شركة اللوائح الرسمية) | 7          |
| بيلبورد هوت 100 الأمريكية                                                            | 16         |
| هوت آر&بي/هيب هوب سونغز الأمريكية (بيلبورد)                                          | 9          |
| مينستريم توب 40 الأمريكية (بيلبورد)                                                  | 30         |
| ريذميك الأمريكية (بيلبورد)                                                           | 5          |

### لوائح نهاية السنة
| اللائحة (2017)                                | الترتيب |
| --------------------------------------------- | ------- |
| أستراليا (أريا)                               | 73      |
| هوت آر & بي/هيب هوب سونغز الأمريكية (بيلبورد) | 81      |

## الشهادات
| المنطقة                                            | الشهادة   | المبيعات |
| -------------------------------------------------- | --------- | -------- |
| أستراليا (أريا)                                    | 5× بلاتين | 350000   |
| كندا (ميوزيك كندا)                                 | 3× بلاتين | 240000   |
| الدانمارك (أي إف بي أي الدانمارك)                  | ذهب       | 45000    |
| نيوزلندا (ريكورديد ميوزك إن زيت)                   | 3× بلاتين | 90000    |
| البرتغال (المنظمة البرتغالية الفونوغرافية)         | ذهب       | 5000     |
| السويد (المنظمة السويدية للصناعة الموسيقية)        | 2× بلاتين | 80000    |
| المملكة المتحدة (بي بي آي)                         | بلاتين    | 600000   |
| الولايات المتحدة (رابطة صناعة التسجيلات الأمريكية) | 3× بلاتين | 3000000  |

## تاريخ الإصدار
| البلد            | التاريخ        | الصيغة             | شركة الإنتاج |
| ---------------- | -------------- | ------------------ | ------------ |
| الولايات المتحدة | 9 ديسمبر 2016  | تحميل رقمي         | ريبابليك     |
| الولايات المتحدة | 17 أكتوبر 2017 | راديو إيقاعي معاصر | ريبابليك     |
| الولايات المتحدة | 12 ديسمبر 2017 | راديو هيت معاصر    | ريبابليك     |